# Julius Guggenheimer
Julius Guggenheimer (* 18. Februar 1885 in Memmingen; † 4. Juni 1943 in Sobibor) war ein deutscher Kaufmann und Fotograf. Als Juden wurden er und seine Familie 1939 von den Nationalsozialisten in die Emigration gezwungen. Sie ließen sich in Amsterdam nieder. Von dort wurden Julius und Regina Guggenheimer zuerst im Durchgangslager Westerbork interniert und dann nach Sobibor deportiert, wo sie ermordet wurden. Den beiden Kindern gelang die Flucht nach England.

## Leben
Julius Guggenheimer lebte als Spross und Erbe einer eingesessenen Kaufmannsfamilie im oberschwäbischen Memmingen. Sein Vater war Heinrich Guggenheimer (1848–1919), seine Mutter Sara, geb. Bissinger (1853–1924), Julius Guggenheimer hatte vier Geschwister. In Memmingen besuchte er die Volksschule und das Progymnasium. Anschließend wohnte er von 1903 bis 1905 bei Verwandten in Mannheim, wo er ein Volontariat absolvierte und als „Korrespondent“ bei der Süddeutschen Bank arbeitete. Danach ging er nach Memmingen zurück und arbeitete im elterlichen Betrieb. Von 1906 bis 1907 leistete er seinen Militärdienst als Einjährig-Freiwilliger ab. Am 14. November 1912 heiratete er in Landau/Pfalz Regina Kornelie Metzger. Mit ihr und den beiden Kindern, Lotte-Lore und Fritz, wohnte er in der Kalchstraße 8 in Memmingen. Im Ersten Weltkrieg diente er als Soldat. Nach dem Tod des Vaters übernahm er die Weiß- und Wollwarengroßhandlung. Schon in Memmingen war er ein begeisterter und äußerst ambitionierter Amateurfotograf. Seine Fotografien wurden in Memmingen auch mehrfach öffentlich gezeigt.
Im März 1938 wurde Guggenheimer gezwungen, seine Woll- und Weißwarenhandlung zu verkaufen, das Geschäft wurde also „arisiert“. Am 11. November 1938 wurde Guggenheimer zusammen mit seinem Sohn im Rahmen der Novemberpogrome festgenommen und über Augsburg in das KZ Dachau deportiert. Dort wurden beide am 29. November 1938 wieder freigelassen. Guggenheimers Geschäftshaus wurde 1939 von der Stadt Memmingen gekauft und als sog. „Judenhaus“ eingerichtet. Neben Verwandten von Guggenheimer wurden hier nun auch weitere Juden untergebracht. Anfang 1942 mussten schließlich alle Bewohner nach Fellheim ziehen. Von dort wurden sie in das KZ Theresienstadt oder in die Vernichtungslager deportiert.
Guggenheimer selbst konnte jedoch schon 1939 mit seiner Frau Regina nach Amsterdam emigrieren. Die beiden Kinder flohen nach England. In Amsterdam eröffnete Julius Guggenheimer ein Fotoatelier, „Guggs Fotos“, in der Michelangelostraat 60. Er trat auch der Nederlandischen Amateur Fotografen Vereening bei und erhielt Aufträge von Zeitungen und öffentlichen Museen, konnte jedoch kaum Geld damit verdienen. Nach dem Einmarsch der Deutschen in die Niederlande wurde Guggenheimer zusammen mit seiner Frau im Mai 1943 in das Durchgangslager Westerbork gebracht. Schon Anfang Juni wurden sie dann nach Sobibor deportiert, wo sie am 4. Juni 1943 vergast wurden.

## Gedenken

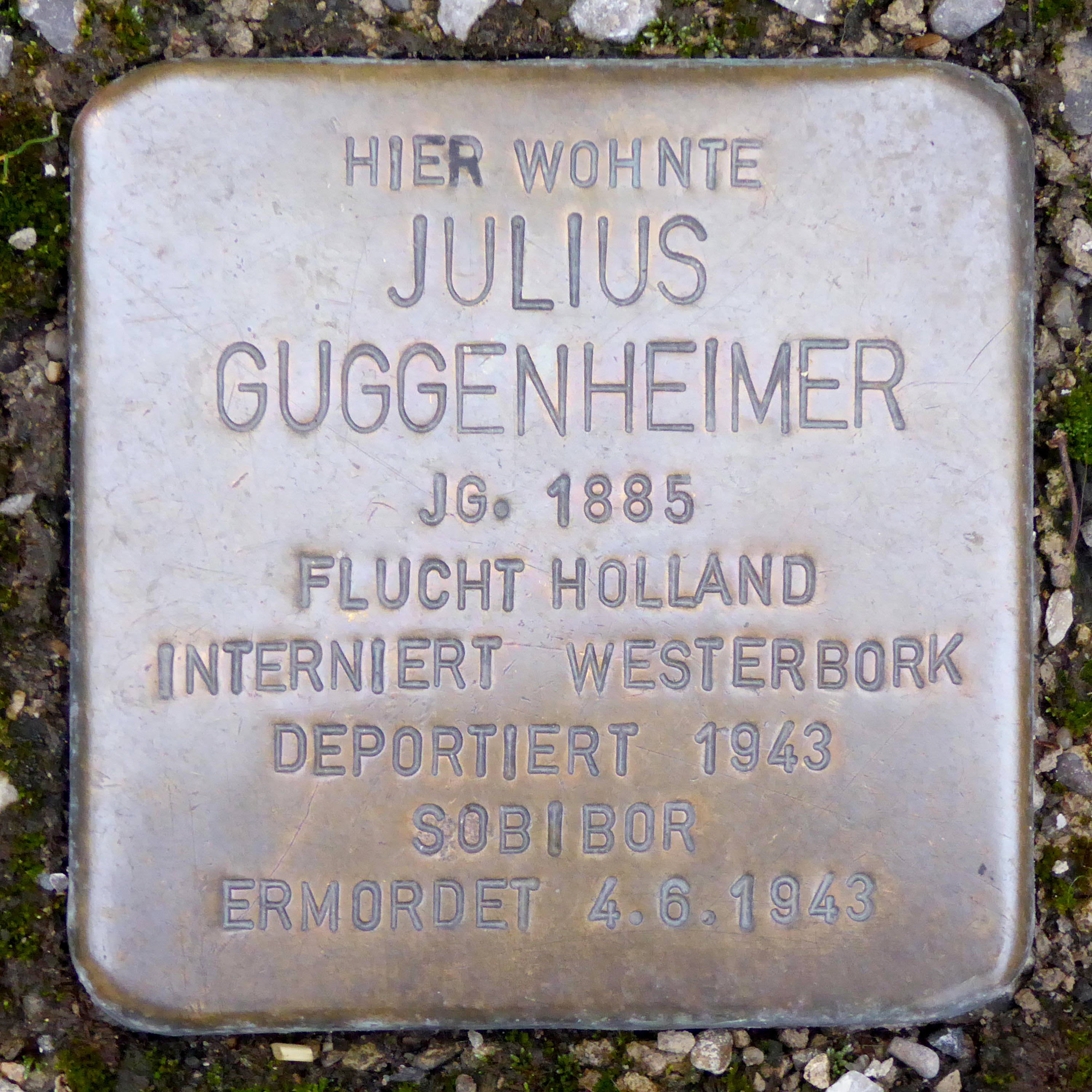
Stolperstein für Julius Guggenheimer vor Anwesen Kalchstraße 8 in Memmingen

Am 29. Juni 2014 wurden für Julius Guggenheimer und seine Frau Stolpersteine vor dem Wohnhaus in Memmingen zur Erinnerung eingelassen. Diese wurden am 12. September 2015 ergänzt durch Stolpersteine für die beiden Kinder.
Eine Ausstellung in der MEWO Kunsthalle in Memmingen machte 2016 das fotografische Werk zum ersten Mal öffentlich.

## Anerkennungen
- 1934: Ehrenmitglied der Arbeitsgemeinschaft jüdischer Amateurfotografen Frankfurt a. M.

## Sammlungen / Bestände
Werke (Fotografien, Negative und Zeichnungen) von Julius Guggenheimer finden sich in folgenden Sammlungen:
- MEWO Kunsthalle Memmingen
- Stadtarchiv Memmingen
- Nederlands Fotomuseum Rotterdam
- Leiden University Library
- Benediktinerabtei Ottobeuren
- Stadtmuseum München
- Jüdisches Museum Berlin
- Nationaal Archief Den Haag / Collectie Spaarnestad

Auf der Bauern Kegelbahn
Der Klostermaler
Ge oder Ges